# Управа града Београда
Управа града Београда је била управно-безбедносна институција у Београду у периоду 1839—1944. Највећи део тог времена била је смештена у „Главњачи” која се налазила на месту данашње зграде Хемијског факултета на Студентском тргу у Београду.
Београдом су управљала два органа власти, Управа града Београда као носилац полицијске и управне државне власти и Општина града Београда као носилац самоуправне власти. После 1944. Управа града Београда није наставила са радом јер је успостављена другачија организација управљања у Београду.

## Краљевина Југославија
Поделом Краљевине Југославије на бановине 1929. године, формирана је засебна административно-територијална јединица под називом „Управа града Београда”, која је обухватала град Београд са ближом околином, укључујући Земун и Панчево. Ова територија је била у потпуности окружена Дунавском бановином, која је имала управно седиште у Новом Саду. У време Другог светског рата, 1941. године, Управа града Београда је наставила да постоји као административно-територијална јединица Србије под немачком окупацијом, све док крајем 1941. није успостављена нова територијална подела Србије на округе, када и Управа града Београда престаје да постоји у административно-територијалном смислу.

## Управници
Управници града Београда су били:
- Јован Герман (в. Германи (породица)) 13. јул 1839 — 22. новембар 1839.
- Илија Чарапић 22. новембар 1839 — 27. мај 1840.
- Милош Богићевић 27. мај 1840 — 24. септембар 1840.
- Младен М. Жујовић 24. септембар 1840 — 6. август 1842. и поново 1858.
- Михаило Љотић 29.8 — 22. септембар 1842.
- Стефан Стефановић Тенка 22.9 — 6. новембар 1842.
- Радован Дамњановић 6. новембар 1842 — 20. децембар 1844.
- Јован Вучковић 20. децембар 1844 — 22. јул 1848.
- Гаврило Јеремић 22. јул 1848 — 27. септембар 1852.
- Константин Магазиновић 27. септембар 1852 — 15. новембар 1855.
- Миливоје Петровић Блазнавац 15. новембар 1855 — 18. октобар 1856.
- Никола Христић 18. октобар 1856 — 30. новембар 1858. и 27. септембар 1859 — 7. октобар 1860.
- Јован Белимарковић 30. новембар 1858 — 11. фебруар 1859.
- Јован Димитријевић Митричевић 11.2 — 27. септембар 1859.
- Драгутин Жабарац 27. октобар 1860 — 19. јануар 1861.
- Михаило Барловац 19. јануар 1861 — 18. јул 1868.
- Јаков Туцаковић 1. август 1868 — 4. април 1873. и 1. јун 1876 — 1. јун 1878.
- Живојин Блазнавац 4. април 1873 — 13. фебруар 1874. и 25. фебруар 1879 — 17. март 1887.
- Димитрије Јоксић 13. фебруар 1874 — 22. октобар 1875. и 22. октобар 1875 — 1. јун 1876. (заступник)
- Јован Авакумовић 22. октобар 1875 — 1. јун 1876.
- Јанко Терзић 1877 — 4. фебруар 1878.
- Јаков Брзаковић 4. фебруар 1878 — 1. јун 1878.
- Пантелија Луњевица (в. Луњевице) 1. јун 1878 — 25. фебруар 1879.
- Живко Анђелић 17. март 1887 — 6. јануар 1888.
- Глиша Ђорђевић 6. јануар 1888 — 16. септембар 1889.
- Владимир Миленковић 1889. и 1892.
- Велимир Тодоровић (в. Тодоровићи (породица)) 16. септембар 1889 — 13. јануар 1890.
- Светозар Арсеновић 13. јануар 1890 — 11. мај 1891.
- Михаило П. Јовановић 27. мај 1891 — 1. август 1892.
- Павле Денић (в. Баба-Дудићи) 1. август 1892 — 2. април 1893.
- Стојан Протић 2 — 7. април 1893.
- Ђорђе Несторовић 7. април 1893 — 12. јануар 1894.
- Милош Михаиловић 12. јануар 1894 — 24. мај 1894.
- Живко Касидолац 24. мај 1894 — 29. октобар 1894.
- Алекса Стевановић 29. октобар 1894 — 1. август 1895.
- Никола Стевановић 1. август 1895 — 20. април 1896.
- Риста Бадемлић 20. април 1896 — 14. јул 1900.
- Божидар Маршићанин 13. јул 1900—29. мај 1903.
- Богдан Дамјановић 29. мај 1903—24. јун 1903.
- Душан Вујић 24. јун 1903—25. октобар 1903.
- Михаило Церовић 25. октобар 1903—20. јануар 1905. и 16. март 1906—19. јул 1907.
- Михаило А. Рашковић 20. јануар 1905—14. август 1905.
- Драгић Павловић[2] 14. август 1905—21. јануар 1906.
- Бранимир Рајић 21. јануар 1906—15. март 1906.
- Драгутин Милићевић 19. септембар 1907—22. април 1908.
- Обрад Благојевић 22. април 1908—27. септембар 1908.
- Душан Ђ. Алимпић 22. септембар 1908—10. мај 1910.
- Гојко Павловић 10. мај 1910 — 4. септембар 1912.
- Манојло Лазаревић 4. август 1912 — 9. септембар 1918. и 24. септембар 1919—27. децембар 1934.
- Коста Туцаковић 9. септембар 1918—24. септембар 1919.
- Душан Филиповић 27. децембар 1934 — 13. октобар 1935.
- Милан Аћимовић 13. октобар 1935 — 21. децембар 1938.
- Живојин Симоновић 9. фебруар 1939 — 20. април 1939.
- Драгослав М. Лазић 1. март 1939 — 1. април 1940.
- Драгомир Дринчић 28. март 1940 — 27. март 1941.
- Милутин Стефановић 27. март 1941 — 1. април 1941.
- Душан Рибар 1 — 12. април 1941.
- Драгомир-Драги Јовановић 7. мај 1941 — 5. октобар 1944.